# Hongshuia banmo
Hongshuia banmo är en fiskart som beskrevs av Zhang, Qiang och Lan 2008. Hongshuia banmo ingår i släktet Hongshuia och familjen karpfiskar. Inga underarter finns listade i Catalogue of Life.